# Heaven and Hell (Band)
Heaven and Hell war eine Kollaboration zwischen den seinerzeitigen Black-Sabbath-Mitgliedern Tony Iommi und Geezer Butler sowie den ehemaligen Black-Sabbath-Mitgliedern Vinny Appice und dem 2010 verstorbenen Ronnie James Dio.

## Hintergrund
Die Plattenfirma von Black Sabbath plante ein Boxset mit Liedern aus den zwei Phasen, in denen Ronnie James Dio Sänger der Band war. Dieses Boxset sollte nach Möglichkeit auch neue Lieder erhalten. Dio traf sich daraufhin mit Iommi und Butler. Die Zusammenarbeit brachte sogar drei neue Lieder. Bill Ward nahm an den Proben und Demoaufnahmen teil, erklärte jedoch später, dass er sich nicht weiter an dieser Zusammenarbeit beteiligen werde. Er wurde durch Vinny Appice ersetzt. Appice ersetzte Ward bereits während der Heaven-and-Hell-Tour im Jahre 1980.
Die Band nannte sich Heaven and Hell nach dem ersten Black-Sabbath-Album, das von Ronnie James Dio eingesungen wurde. Tony Iommi begründete dies damit, dass es sich bei der Band nicht um die aktuelle Black-Sabbath-Besetzung handele. Außerdem hatte die Band durch die Namenswahl den Vorteil, dass man Black-Sabbath-Klassiker wie „Paranoid“ oder „Iron Man“ nicht spielen musste, wenn der Band nicht danach war.
Zusammen ging die Band im Jahre 2007 auf eine erfolgreiche Welttournee. Begleitet wurde das Quartett vom Keyboarder Scott Warren. Der erste Abschnitt der Tour führte die Band durch Nordamerika. Das Konzert in der Radio City Music Hall in New York City am 30. März 2007 wurde für eine Live-CD/DVD-Veröffentlichung mitgeschnitten. Im Sommer 2007 spielten Heaven and Hell auf europäischen Festivals und waren eine der Vorbands von Metallica beim Konzert in Wien auf dem Rotundenplatz.
Am 12. Februar 2009 wurden Heaven and Hell für das Wacken Open Air 2009 bestätigt.
Das für 2009 angekündigte neue Studioalbum wurde im April des Jahres unter dem Titel The Devil You Know in der Besetzung Dio, Iommi, Butler, Appice veröffentlicht.
Am 5. Mai 2010 gaben Heaven and Hell auf ihrer Webpage bekannt, aufgrund der Magenkrebs-Erkrankung Dios die Shows in Europa abzusagen. Elf Tage darauf verstarb der Sänger in Houston, Texas. Am 24. Juli 2010 veranstalteten die verbliebenen Mitglieder einen letzten Auftritt unter dem Namen Heaven and Hell als Tribute-Show für Dio. Als Sänger halfen Glenn Hughes und Jørn Lande aus.

## Frühere Kollaborationen
Die vier Mitglieder von Heaven and Hell hatten in dieser Besetzung bereits die Black-Sabbath-Alben Mob Rules (1981) und Dehumanizer (1992) eingespielt. Auf dem Album Heaven and Hell (1980) spielte Bill Ward Schlagzeug. Auf der folgenden Tour wurde Ward jedoch durch Vinny Appice ersetzt. Bei der Dehumanizer-Tour spielte die Band die letzten zwei Konzerte mit Rob Halford von Judas Priest als Sänger, da Dio sich nicht als Vorband an diesem Abschiedskonzert von Ozzy Osbourne beteiligen wollte und die Band verließ.

## Diskografie

### Alben
| Jahr | Titel                                                   | Höchstplatzierung, Gesamtwochen, AuszeichnungChartplatzierungen (Jahr, Titel, Platzierungen, Wochen, Auszeichnungen, Anmerkungen) | Höchstplatzierung, Gesamtwochen, AuszeichnungChartplatzierungen (Jahr, Titel, Platzierungen, Wochen, Auszeichnungen, Anmerkungen) | Höchstplatzierung, Gesamtwochen, AuszeichnungChartplatzierungen (Jahr, Titel, Platzierungen, Wochen, Auszeichnungen, Anmerkungen) | Höchstplatzierung, Gesamtwochen, AuszeichnungChartplatzierungen (Jahr, Titel, Platzierungen, Wochen, Auszeichnungen, Anmerkungen) | Höchstplatzierung, Gesamtwochen, AuszeichnungChartplatzierungen (Jahr, Titel, Platzierungen, Wochen, Auszeichnungen, Anmerkungen) | Anmerkungen       |
| Jahr | Titel                                                   | DE | AT | CH | UK | US | Anmerkungen       |
| ---- | ------------------------------------------------------- | --- | --- | --- | --- | --- | ----------------- |
| 2007 | Live from Radio City Music Hall                         | DE18 (5 Wo.)DE | — | CH77 (1 Wo.)CH | — | US99 Gold · (1 Wo.)US | Livealbum, CD/DVD |
| 2009 | The Devil You Know                                      | DE17 (1 Wo.)DE | AT37 (1 Wo.)AT | CH31 (1 Wo.)CH | UK21 (2 Wo.)UK | US8 (6 Wo.)US | Studioalbum       |
| 2010 | Neon Nights: 30 Years of Heaven & Hell – Live at Wacken | DE59 (1 Wo.)DE | — | — | — | — | Livealbum, CD/DVD |